# Guichenotia anota
Guichenotia anota är en malvaväxtart som beskrevs av C.F.Wilkins. Guichenotia anota ingår i släktet Guichenotia och familjen malvaväxter. Inga underarter finns listade i Catalogue of Life.